# كربون مدعم بألياف الكربون

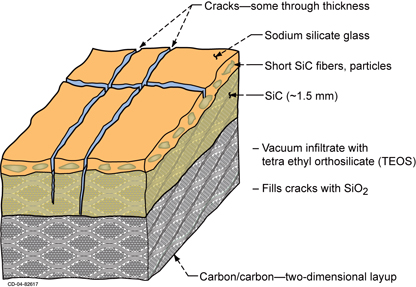
مادة الكربون-كربون používaný na raketoplánech

الكربون المدعّم بألياف الكربون Reinforced Carbon-Carbon (كربون-كربون أو RCC) هو مادة مؤلفة تتكون من تقوية ألياف كربون في أرضية/مصفوفة من الغرافيت، غالباً مع طلاء كربيد السيليكون لمنع الأكسدة. وكان قد تم تطويره لصناعة مخروط الرأس (nose cone) والفوهات والدروع الحرارية للصواريخ باليستية عابرة للقارات. وهي تـُحسـِّن من دقة الصواريخ بحماية مخروط الرأس من حرارة الاحتكاك الهائلة الناتجة عن معاودة دخول الغلاف الجوي. وأشهر ما تعرف به المادة هو أنها مادة صناعة مخروط الرأس وحواف المقدمة لمكوك الفضاء.
كان فريق برابهام الرواد في استخدام الكربون-كربون في فرامل عربات سباق فورميولا ون في 1976, ومؤخراً ظهرت في فرامل بعض السيارات باهظة الثمن، مثل بوگاتي ڤايرون. كربون-كربون يناسب تماماً التطبيقات الإنشائية عند درجات الحرارة العالية، أو حيثما يكون مطلوباً الحصول على مقاومة صدمة حرارية و/أو معامل تمدد حراري منخفض. وبينما هو أقل هشاشة من العديد من الأخزاف الأخرى التي تفتقد مقاومة الصدم; فقد تحطم مكوك الفضاء كولومبيا بعد أن انكسرت إحدى بلاطات الكربون-كربون بارتطامها بقطعة من العازل الرغوي من الخزان الخارجي لمكوك الفضاء. هذا الفشل الكارثي كان جزئياً بسبب متطلبات تصميم المكوك الأصلية التي لم تأخذ في الاعتبار احتمال مثل هذا الارتطام العنيف.

## الإنتاج
المادة تصنع في ثلاث مراحل:
أولاً، تـُرض المادة في شكلها المطلوب نهائياً، مع إحاطة شعيرات و/أو نسيج الكربون بمادة لاصقة عضوية مثل البلاستيك أو القار. وغالباً ما يضاف فحم الكوك أو بعض أخلاط الكربون الدقيق الأخرى إلى خلطة اللاصق.
ثانياً، يـُسخـَّن المرصوص، حتى يقوم التحلل الحراري بتحويل اللاصق إلى كربون نقي نسبياً. اللاصق يفقد حجمه في تلك العملية، وتتكون فجوات; لذلك فإضافة الخِلط يقلل من تلك المشكلة، إلا أنه لا يتخلص من المشكلة تماماً.
ثالثاً، الفجوات يتم ملأهم تدريجياً بدفع غاز مكوِّن للكربون مثل أستيلين خلال المادة عند درجة حرارة عالية، على مدى عدة أيام. تلك العملية للمعالجة الحرارية الطويلة تسمح أيضاً للكربون للتكوُّن في بلورات گرافيت أكبر، وهذا هو السبب الرئيسي لارتفاع ثمن المادة، لتتعدى $100,000 دولار للبلاطة.
الكربون-كربون هو عموماً مادة صلبة يمكن صنعها لتكون عالية المقاومة للتمدد الحراري، تدرجات الحرارة، والدورات الحرارية، بالاعتماد على كيفية رص الألياف ونوعية/كثافة مالئ الأرضية.

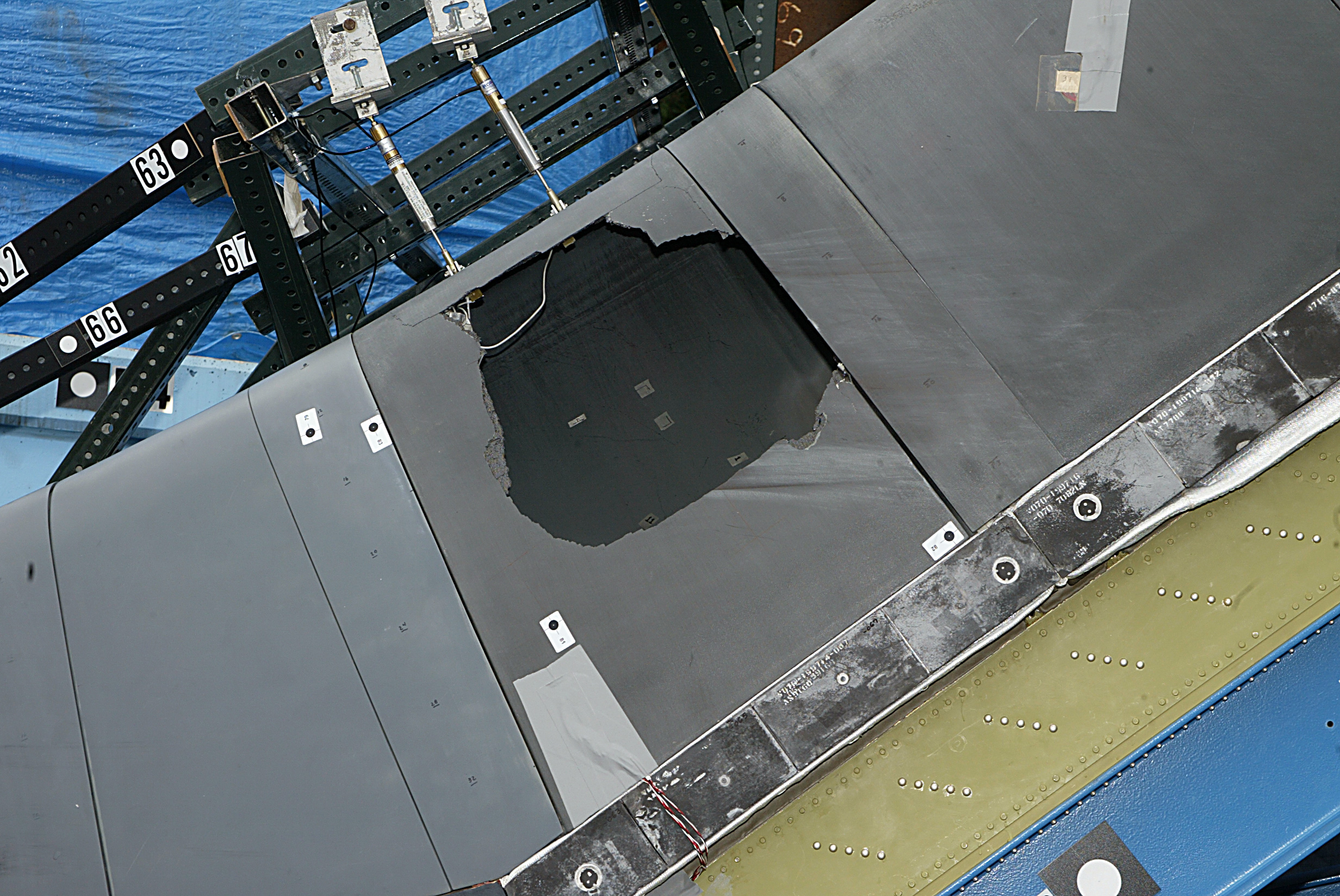
محاكاة لحافة مقدمة مكوك الفضاء مأخوذة من ديسكڤري, تظهر انهيار قـَصـِف/هش للكربون-كربون بسبب ارتطام العازل الرغوي منتجاً نفس أوضاع الانطلاق الأخير للمكوك كلومبيا.

## الخواص الميكانيكية
قوة الكربون-كربون مع ألياف التقوية أحادية الاتجاه تصل إلى 700 مليون پاسكال. ومواد الكربون-كربون تحتفظ بخواصها فوق درجة حرارة 2000 م.